# Fermont
Fermont ist eine Stadt in der kanadischen Provinz Québec. Die Stadt liegt in der regionalen Grafschaftsgemeinde (municipalité régionale de comté) Caniapiscau und wurde 1955 gegründet, nachdem in der Umgebung Côte-Nord Eisenerzvorkommen entdeckt worden waren.
Das in Fermont abgebaute Erz wird auf einer privaten Bahnlinie  nach Port-Cartier transportiert,  zu Pellets verarbeitet und von dort verschifft.
Fermont ist bekannt für ein Gebäude, das weithin als The Wall/Le Mur (engl./franz. „die Mauer“). Das 1,3 Kilometer lange und 15 Meter hohe Gebäude im Norden der Stadt schützt die im Lee liegenden Häuser vor den starken Winden der Gegend. Neben Apartments enthält das Gebäude auch Schulen, Restaurants, Bars, ein Hotel, ein Supermarkt und ein Schwimmbad – sodass die Einwohner während der langen und harten Winter das Gebäude nie verlassen müssen.